# Ramosomyia viridifrons
O beija-flor-de-fronte-verde (nome científico: Ramosomyia viridifrons) é uma espécie de ave apodiforme pertencente à família dos troquilídeos, que inclui os beija-flores. A espécie foi descrita originalmente dentro de Amazilia, antes de ser movida para Leucolia e, depois para Ramosomyia.
Pode ser encontrada nos seguintes países: Belize e México.
Os seus habitats naturais são: florestas secas tropicais ou subtropicais , florestas subtropicais ou tropicais húmidas de baixa altitude, matagal árido tropical ou subtropical e matagal tropical ou subtropical de alta altitude.